# 금곡리 전통한옥
금곡리 전통한옥은 대한민국 충청남도 논산시 연무읍에 있는 문화재이다. 1998년 9월 11일 논산시의 향토문화유산 제29호로 지정되었다.

## 개요
1933년 박용래씨가 건립한 이후 현재까지 거주용 주택으로 사용하고 있는 건물로 연무읍 금곡리에 있다. 안채 건물은 정면 8칸으로 1칸의 퇴를 두고 있고, 옆면은 2칸 겹집으로 앞뒤에 각각 퇴칸을 두고 있어 오늘날 보기 드문 대형 규모의 한옥 건물이다.